# آلیسا اویدو
آلیسا اویدو (انگلیسی: Alyssa Oviedo؛ زادهٔ ۱۸ اوت ۲۰۰۰) بازیکن فوتبال اهل جمهوری دومینیکن است.
وی همچنین در تیم‌های ملی فوتبال Dominican Republic women's national football team بازی کرده‌است.